# Polówka wczesna

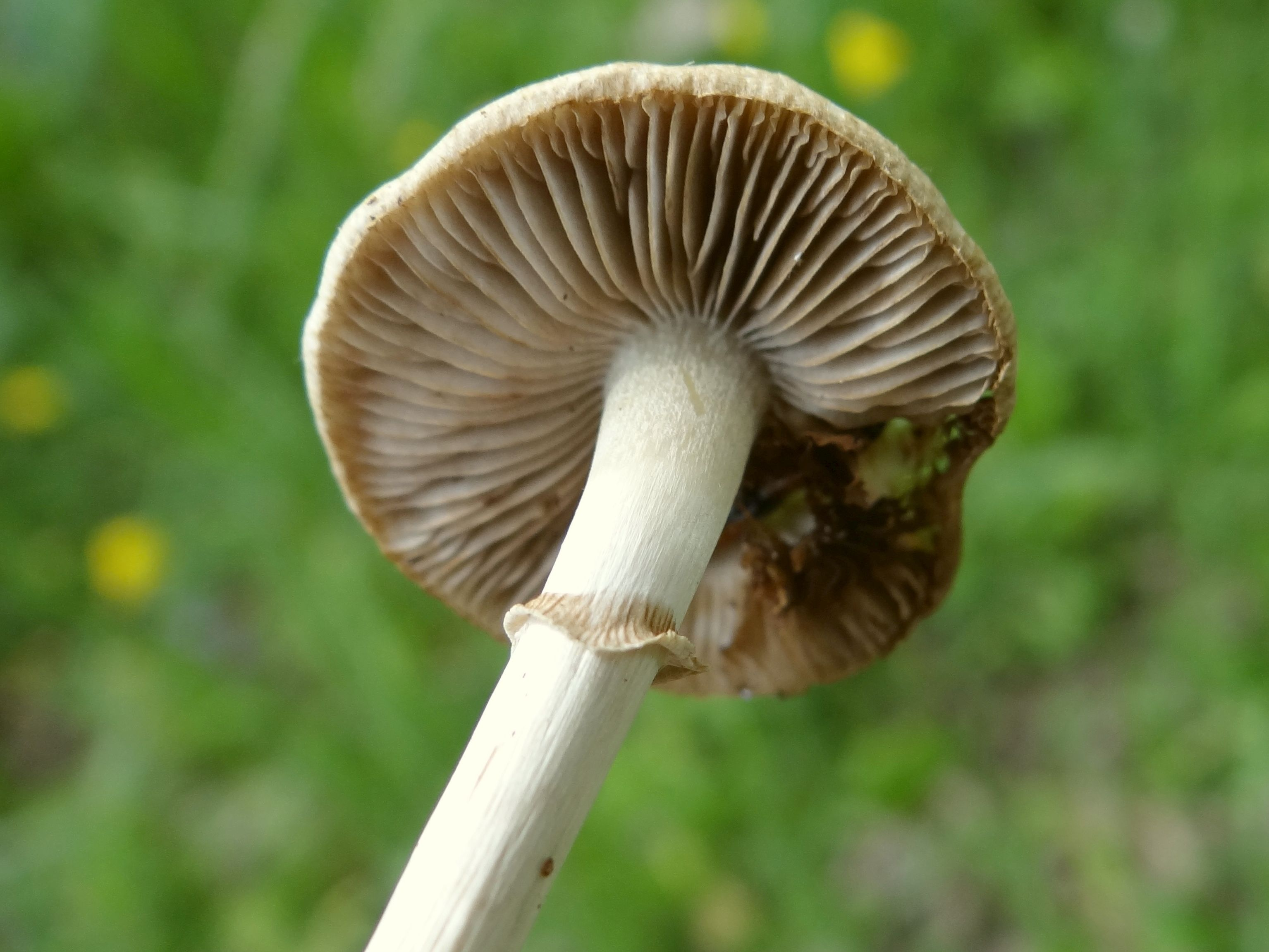

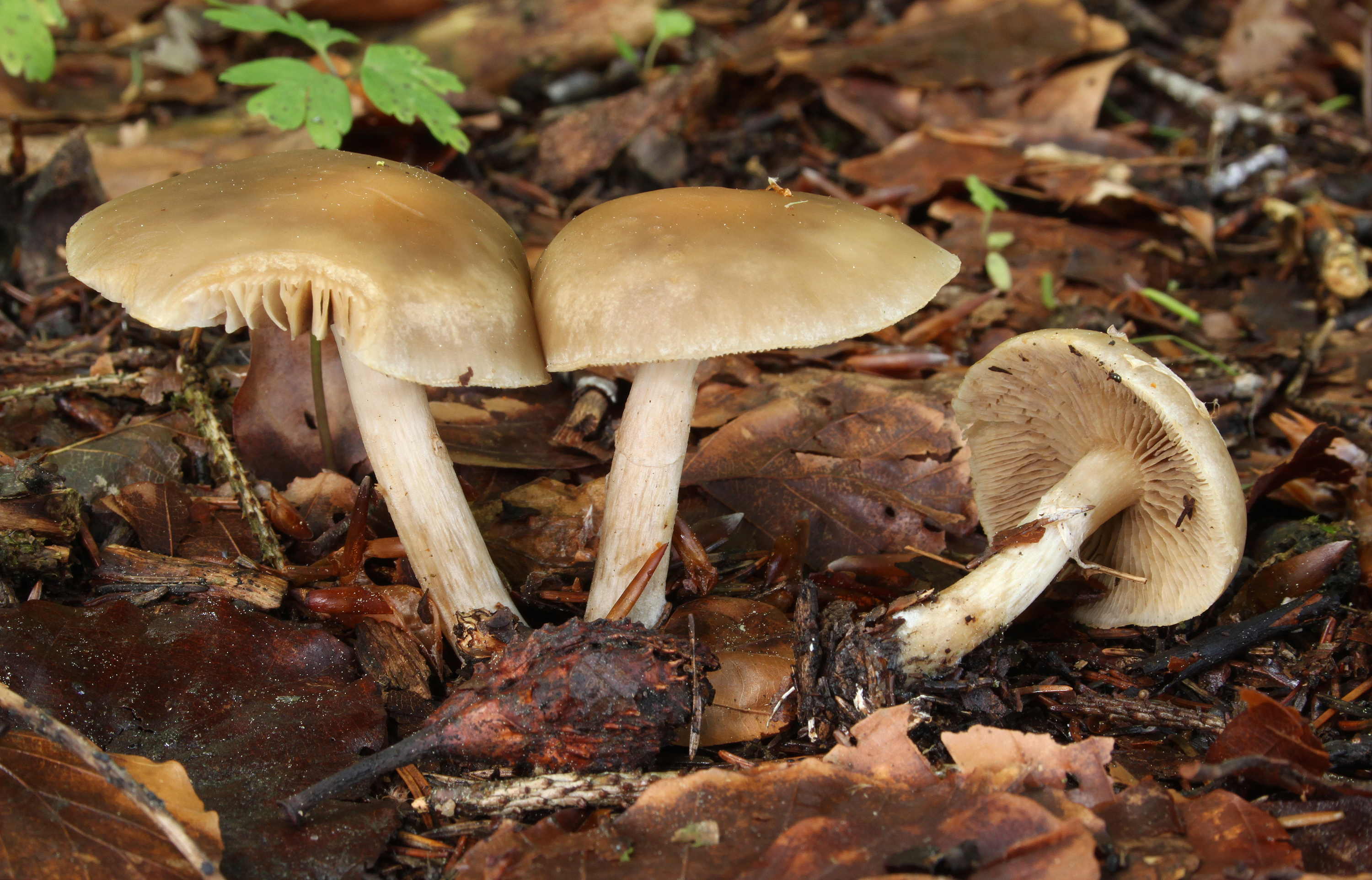

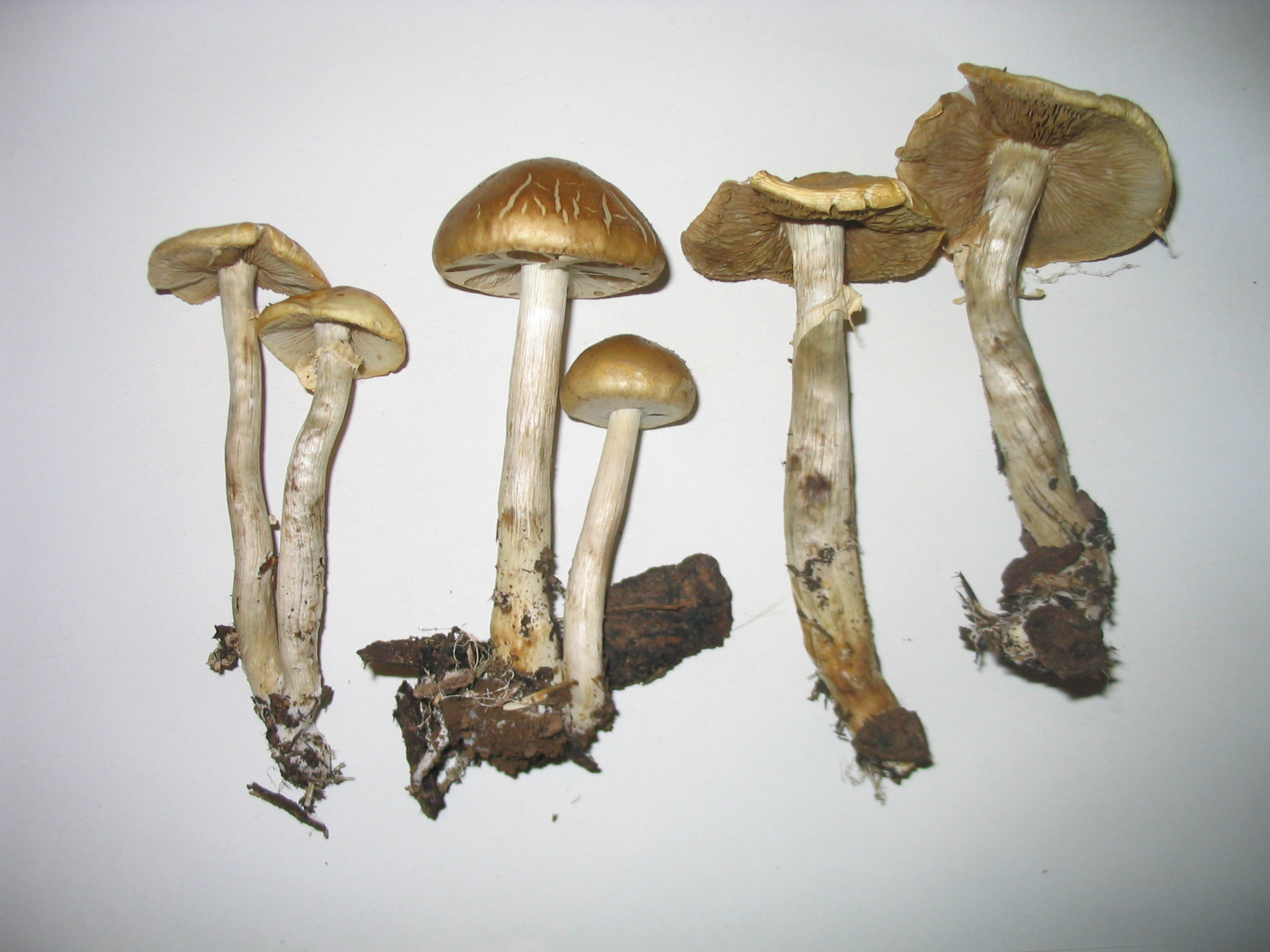

Polówka wczesna (Agrocybe praecox (Pers.) Fayod) – gatunek grzybów z rodziny pierścieniakowatych (Strophariaceae).

## Systematyka i nazewnictwo
Pozycja w klasyfikacji według Index Fungorum: Agrocybe, Strophariaceae, Agaricales, Agaricomycetidae, Agaricomycetes, Agaricomycotina, Basidiomycota, Fungi.
Po raz pierwszy gatunek ten opisał w 1800 r. Christiaan Hendrik Persoon pod nazwą Agaricus praecox. Obecną, uznaną przez Index Fungorum nazwę nadał mu Victor Fayod w 1889 r. Ma ponad 30 synonimów. Niektóre z nich:
- Agrocybe praecox f. sphaleromorpha (Bull.) Migl. & Coccia 1993
- Agrocybe praecox var. britzelmayrii (Schulzer) Watling 1985
- Agrocybe praecox var. cutefracta (J.E. Lange) Singer 1953
- Pholiota praecox (Pers.) P. Kumm.1871

Polską nazwę polówka wczesna nadali Barbara Gumińska i Władysław Wojewoda w 1983 r. Wcześniej gatunek ten opisywany był pod nazwami bedłka olśniewająca (Franciszek Błoński 1896), bedłka tarniówka, łuskwiak tarniówka (Stanisław Chełchowski 1898) i łuskwiak wczesny (Aleksander Zalewski 1948).

## Morfologia
Kapelusz
Średnica 2–8 cm, u młodych owocników półkulisty, potem łukowaty, w końcu prawie płaski, czasami z wgłębionym środkiem. Jest higrofaniczny. Powierzchnia gładka o barwie żółtawej, kremowobiałej, ochrowej lub brązowawej. Na brzegu zwykle resztki białawej osłony.
Blaszki
Wykrojone, gęste, początkowo białawe, potem siwobiałe, gliniastobrązowawe lub brudnobrązowe.
Trzon
Wysokość 4–9 cm, grubość 4–9 mm, walcowaty, w środku pusty. Powierzchnia naga, o barwie od białawej do ochrowokremowej. Podstawa z białymi ryzomorfami. Pierścień bloniasty, obwisły, zanikający dopiero u starszych owocników.
Miąższ
W kapeluszu miękki i białawy, w trzonie brązowy. Nie zmienia barwy po uszkodzeniu. Ma słaby, mączny zapach i mączysto gorzki smak.
Cechy mikroskopowe
Wysyp zarodników brązowy. Zarodniki elipsoidalne do jajowatych, gładkie, 7,5–10 × 5–6 μm, z wyraźnymi porami zarodkowymi.
Gatunki podobne
Polówka wczesna jest zmienna morfologicznie i trudna do odróżnienia od podobnych gatunków. Również wiosną rośnie polówka popękana (Agrocybe dura). Jest jaśniejsza i ma garbkowaty, bardziej mięsisty, niehigrofoniczny kapelusz, który zwykle pęka przy suchej pogodzie. Ponadto cechuje się twardszym miąższem bez mączystego zapachu. Podobna jest także polówka błotna (Agrocybe paludosa), ale rośnie na innych, wilgotnych siedliskach i jest rzadka. Ma smukły kształt, trzon o grubości do 4 mm, trwały pierścień, cienki kapelusz o lekko pomarszczonym brzegu, brązowe zarodniki i występowanie w wilgotnych siedliskach. Pod mikroskopem brzegi blaszek są sterylne, wypełnione głównie maczugowatymi cheilocystydami.

## Występowanie i siedlisko
Polówka wczesna występuje na wszystkich kontynentach poza Antarktydą i Australią i na wielu wyspach. W Europie jest szeroko rozprzestrzeniona. W Polsce jest pospolita.
Grzyb saprotroficzny. Rośnie na resztkach drzewa, kory, trocinach i ściółce leśnej. Występuje na torfowiskach, trawiastych obrzeżach lasów, w zaroślach, na polanach i pastwiskach, w parkach, ogrodach, sadach, obrzeżach dróg i na miedzach. Owocniki wytwarza zazwyczaj od maja do lipca.